# Selenocosmia lanipes
Selenocosmia lanipes là một loài nhện trong họ Theraphosidae.
Loài này thuộc chi Selenocosmia. Selenocosmia lanipes được miêu tả năm 1875 bởi Ausserer.